# Белградска крепост
Вижте пояснителната страница за други значения на Белградска крепост.
Белградската крепост е укрепление, изградено за защита на средновековния Белград. Не е датирано кога е издигнато първото укрепление, но това най-вероятно става под римска власт. Според житията тук са посрещнати учениците на Кирил и Методий. Крепостта има цитадела и в много отношения е уникално отбранително съоръжение през средновековието.
Крепостната стена обхваща античните укрепления на Сингидунум, като неколкократно е модернизирана и разширявана преди завладяването на крепостта от османските турци през 1521 година (виж Превземане на Белград (1521)). Изградена е от бял камък. Името Белград най-вероятно идва от цвета на камъните, вложени за изграждането на крепостните стени.
Белград (през средновековието град=крепост) е най-западния голям център на българската държава по онова време. Местоположението на крепостта е ключово и стратегическо. Тя контролира Панонската низина и подхода от запад към Константинопол и Ориента по Виа Милитарис.
Средновековният град е споменат за първи път от папа Йоан VIII в писмо до Борис I от 16 април 878 година. Впоследствие Белград е част от Първата българска държава, Византия, Втората българска държава, Кралство Унгария и Османската империя.
По време на османското владичество крепостта е седалище на османски гарнизон. Тя е превзета през 1867 г. основно от участниците във Втората българска легия.